# Soesje

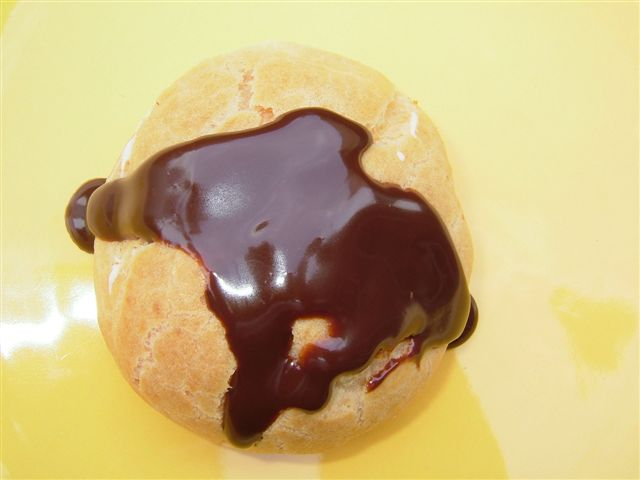
Een soesje met chocoladesaus

Een soesje is een klein en meestal rond gebakje, gemaakt van kookdeeg en gevuld met slagroom, custard, banketbakkersroom of ijs. Het recept stamt uit de 16e eeuw. De naam is ontleend aan het Franse 'pâte à choux' (soezendeeg) omdat het gebakken omhulsel met enige verbeelding lijkt op een bloemkool (chou-fleur).
Soesjes worden ook als nagerecht gegeten.

## Varianten
- Een eclair is een zacht langwerpig gebakje met een zachte vulling en een chocolade- of glazuurlaagje.
- Profiterole is een gerecht dat bestaat uit een aantal met custard gevulde soesjes die overgoten zijn met een grote hoeveelheid chocoladesaus.
- Een moorkop is een gebakje, dat bestaat uit een grote soes gevuld met slagroom, en van de bovenkant geglazuurd met chocolade.
- Een Bossche bol lijkt sterk op de moorkop.
- Een croquembouche is een taart die opgebouwd is uit gestapelde soesjes.
- Een gougère is een soesje waarbij door het beslag Gruyère wordt verwerkt.
- Aardappelsoesjes of pommes dauphine worden gemaakt uit een mengsel van aardappelpuree en soezendeeg.

- Bibliotheek van het Japanse parlement: 01191628